# Parafia Świętych Apostołów Piotra i Pawła w Barzkowicach
Parafia pw. Świętych Apostołów Piotra i Pawła w Barzkowicach – parafia rzymskokatolicka, należąca do dekanatu Suchań, archidiecezji szczecińsko-kamieńskiej, metropolii szczecińsko-kamieńskiej. Erygowana została 31 grudnia 1986 roku dekretem ówczesnego ordynariusza szczecińsko-kamieńskiego, bpa Kazimierza Majdańskiego. W parafii posługują księża archidiecezjalni. Według stanu na wrzesień 2018 proboszczem parafii był ks. Andrzej Gański. W chwili obecnej (stan na 2023) administratorem parafii jest ks. Mariusz Śpiewak. 

## Miejsca święte

### Kościół parafialny
- Kościół Świętych Apostołów Piotra i Pawła w Barzkowicach[1]

### Kościoły filialne i kaplice
- Kościół Chrystusa Króla w Brudzewicach[1]
- Kościół Matki Bożej Pośredniczki Łask w Golinie[1]
- Kościół św. Stanisława Biskupa i Męczennika w Sulinie[1]